# 荷铁国际
荷铁国际（NS International），前身为荷铁高速（NS Hispeed），是荷兰的一家客运铁路运营商，是荷蘭鐵路的子公司。其经营国际城际列车和高速列车，通往欧洲多座城市。